# Rousínov (nádraží)
Rousínov je železniční stanice v západní části města Rousínov v okrese Vyškov v Jihomoravském kraji, nedaleko potoka Rakovec. Leží v km 32,380 jednokolejné elektrizované trati Brno–Přerov (25 kV 50 Hz AC).

## Historie
Stanice byla vybudována jakožto součást Moravsko-slezské severní dráhy (sesterská společnost Severní dráhy císaře Ferdinanda, KFNB) spojující Brno a Přerov, kde se trať napojovala na existující železnici do Ostravy a Krakova. Autorem typizované podoby rozsáhlé stanice byl architekt Theodor Hoffmann. Pravidelný provoz mezi Brnem a Přerovem byl zahájen 30. srpna 1869. Po zestátnění KFNB včetně Moravsko-slezské zemské dráhy k 1. lednu 1906 pak obsluhovala stanici jedna společnost, Císařsko-královské státní dráhy (kkStB), po roce 1918 pak správu přebraly Československé státní dráhy. Stanice je postavena v katastrálním území obce Slavíkovice, která byla v roce 1942 sloučena s obcí Rousínov. Provoz na železniční trati byl zahájen 30. srpna 1869. Původní název Rausnitz, od roku 1871 Rausnitz-Slawikowitz, byl v roce 1918 změněn na Rousínov-Slavíkovice a od roku 1945 stanice nese název Rousínov.
Elektrizace trati byla provedena v letech 1994–1996.[zdroj?]
V jízdním řádu 2023/24 ve stanici zastavoval pouze novoroční pár spojů Os 4089/4088 (Brno hl. n. – Bystřice pod Hostýnem a zpět) a každodenní R 916 Bouzov (Olomouc hl. n. – Brno hl. n.).
V dlouhodobém horizontu je počítáno s modernizací trati na rychlost až 200 km/h jakožto součást železničního koridoru Praha – Brno – Ostrava. Kvůli rozsáhlé přeložce kolem Rousínova má být úsek přes stávající stanici zrušen a má vzniknout nové rousínovské nádraží severně od města.

## Popis
Nachází se zde dvě hranová nekrytá nástupiště, k příchodu k vlakům slouží přechody přes kolejiště. Stanice je zabezpečena reléovým staničním zabezpečovacím zařízením TEST14. V km 32,966 a v km 32,623 u komořanského zhlaví jsou dva úrovňové přejezdy se závorami typu AŽD 71.

## Výpravní budova
Při výstavbě Moravsko-slezské severní dráhy byly použity typové projekty výpravních budov ve všech stanicích. V Rousínově jde o střední variantu pocházející z projekční kanceláře KFNB pod vedením architekta Theodora Hoffmanna. Výpravna byla postavena v romantizujícím slohu na protáhlém pětidílném půdorysu. Střední patrová část měla krajní rizality s navazujícími trakty s kolmě zakončenými přízemními křídly. Budova byla krytá valbovou střechou ve střední části, podélný trakt a křídla měly sedlovou střechu. Budova byla zdobena gotizujícími prvky, které byly při opravách v šedesátých a sedmdesátých letech 20. století odstraněny. V období listopad 2017–duben 2018 byla provedena rekonstrukce střechy. Na novou konstrukci krovu a vazníků byla položena nová střešní krytina.

### Vodárna
Vodárna byla postavena v roce 1869 v linii z výpravní budovou podle typizovaných plánů z projekční kanceláře KFNB pod vedením architekta Theodora Hoffmanna. K dvojpatrové věži se sedlovou střechou byla připojena přízemní křídla. Fasáda věže je v patrech členěna trojicí úzkých obdélných oken. Ve druhém patře je prostřední okno vyšší než boční okna. 